# Cantó de Belfort-Centre
El cantó de Belfort-Centre és un cantó francès del departament del Territori de Belfort, situat al districte de Belfort. Compta amb part del municipi de Belfort.

## Municipis
- Belfort

## Història
| Data d'elecció                           | Identitat         | Partit                         | Qualitat |
| ---------------------------------------- | ----------------- | ------------------------------ | -------- |
| 1961-1967                                | M. Dietsch        | MRP, després CD                |          |
| 1967-1973                                | M. Dantzer        | PS                             |          |
| 1973-1978                                | M. Clerc          | UDR                            |          |
| 1978-1979                                | M. Garot          | UDF-CDS                        |          |
| 1979-1985                                | Lucien Couqueberg | PS                             |          |
| 1985-1992                                | Philippe Garot    | UDF-CDS, després divers gauche |          |
| 1992-                                    | Damien Meslot     | RPR, després PRG               |          |
| les dades anteriors no són pas conegudes |                   |                                |          |
|                                          |                   |                                |          |